# Colin Challen
Colin Robert Challen, född 12 juni 1953, är en brittisk Labourpolitiker. Han var parlamentsledamot för valkretsen Morley and Rothwell i West Yorkshire från valet 2001 till valet 2010, och var tidigare ledamot av Kingston upon Hulls stadsfullmäktige.